# Lista de prêmios e indicações recebidos por Bonnie Tyler

Prêmios e indicações da cantora britânica Bonnie Tyler, entre eles Goldene Europa , Grammy e Echo Award.

## Academy of Country Music Awards[1]
Academy of Country Music Awards (ACM) .Bonnie Tyler recebeu uma indicação em 1978.
| Ano  | Candidato / trabalho | prêmio                          | Resultado |
| ---- | -------------------- | ------------------------------- | --------- |
| 1978 | Bonnie Tyler         | Top New Country Female Vocalist | Indicado  |

## AmericanMusic Awards[2]
O American Music Awards (AMA) é uma música anual premiação criado por Dick Clark em 1973. Tyler recebeu duas indicações.
| Ano  | Candidato / trabalho       | prêmio                  | Resultado |
| ---- | -------------------------- | ----------------------- | --------- |
| 1984 | Bonnie Tyler               | Pop /Rock Female Artist | Indicado  |
| 1984 | Total Eclipse of the Heart | Pop /Rock Single        | Indicado  |

## AMOA Jukebox Awards[3]
Amusement & Music Operators Association of America (AMOA).
| Ano  | obra proposta    | prêmio              | Resultado |
| ---- | ---------------- | ------------------- | --------- |
| 1978 | It's a Heartache | Best Country Record | Venceu    |

## Billboard[4]- Billboard Year End Charts.
| Ano  | Candidato / trabalho | prêmio                                             | Resultado |
| ---- | -------------------- | -------------------------------------------------- | --------- |
| 1978 | Ela mesma            | Pop Artista Feminina                               | 15º lugar |
| 1978 | Ela mesma            | Pop New Artist Combinada (Masculino / Feminino)    | 16º lugar |
| 1978 | Ela mesma            | Pop único artista Combinada (Masculino / Feminino) | 14º lugar |
| 1978 | Ela mesma            | Pop Feminino Single Artist                         | 12º lugar |
| 1978 | Ela mesma            | New Female Single Artist                           | 2 º lugar |
| 1978 | Ela mesma            | New Female Artist Album                            | 6º lugar  |
| 1978 | Ela mesma            | New Coubtry Single Artist                          | 6º lugar  |
| 1978 | It's a Heartache     | Singles pop                                        | 24º lugar |
| 1978 | It's a Heartache     | Singles pop Artistas                               | 57º lugar |
| 1978 | It's a Heartache     | Álbuns Country                                     | 31 lugar  |
| 1978 | Ela mesma            | Álbuns Country Artistas                            | 26º lugar |
| 1979 | Ela mesma            | Top Female Artist Album (World of Country Music)   | 12º lugar |
| 1983 | Ela mesma            | Single Combinado Artista Pop Top                   | 17º lugar |
| 1983 | Ela mesma            | Top Pop Single                                     | 6º lugar  |
| 1983 | Ela mesma            | Pop Album Artista Feminina                         | 23 lugar  |
| 1983 | Ela mesma            | Top Pop Single Artista Feminina                    | 5º lugar  |
| 1983 | Ela mesma            | Top U.K Singles Overall                            | 4º Lugar  |
| 1983 | Ela mesma            | Top U.K Singles Female                             | 1ª Lugar  |
| 1984 | Ela mesma            | Top Female Artist Album                            | 17º lugar |
| 1984 | Ela mesma            | Top Pop Feminino Single Artist                     | 10º lugar |
| 1984 | Ela mesma            | Top Pop Single Artist                              | 50º lugar |

## BillboardVideo Awards[4]
| Ano  | Candidato / trabalho                  | prêmio                                      | Resultado |
| ---- | ------------------------------------- | ------------------------------------------- | --------- |
| 1983 | Bonnie Tyler                          | Melhor Performance por uma artista feminina | Indicado  |
| 1983 | Total Eclipse of the Heart            | Mais eficaz uso do simbolismo               | Indicado  |
| 1986 | If You Were A Woman (And I Was A Man) | Melhor Vídeo conceitual                     | Indicado  |
| 1986 | If You Were A Woman (And I Was A Man) | Melhores Efeitos Especiais                  | Indicado  |
| 1986 | If You Were A Woman (And I Was A Man) | melhor Áudio                                | Indicado  |
| 1986 | If You Were A Woman (And I Was A Man) | melhor figurino                             | Indicado  |
| 1986 | If You Were A Woman (And I Was A Man) | melhor coreógrafo                           | Indicado  |
| 1986 | If You Were A Woman (And I Was A Man) | Melhor cenógrafo                            | Indicado  |

## Bravo Otto[10]
Bravo Otto é um prêmio alemão eleito pelos leitores da revista para honrar artistas no cinema, televisão e música. O prêmio é concedido em ouro, prata e bronze e, desde 1957, uma estatueta de platina honorário apresentado pelo conjunto da obra. Tyler recebeu um prêmio de sete indicações.
| Ano  | Candidato / trabalho | prêmio  | Resultado |
| ---- | -------------------- | ------- | --------- |
| 1977 | Bonnie Tyler         | Cantora | Venceu    |

## (Basca) Academia Britânica de Letristas, Compositores e Autores , (agora The Ivors Academy)[11]
A Academia Britânica de Letristas,  Compositores e Autores BASCA , agora The Ivors Academy  é uma organização baseada em Londres, Reino Unido, representando compositores, autores  e letristas. 
| Ano  | Candidato / trabalho | prêmio              | Resultado |
| ---- | -------------------- | ------------------- | --------- |
| 2013 | Bonnie Tyler         | Gold Badge of Merit | Venceu    |

## BritAwards[12]
|      | Candidato / trabalho | prêmio                | Resultado |
| ---- | -------------------- | --------------------- | --------- |
| 1977 | Bonnie Tyler         | Best British Newcomer | Indicado  |
| 1984 | Bonnie Tyler         | Best British Female   | Indicado  |
| 1986 | Bonnie Tyler         | Best British Female   | Indicado  |

## BMI Awards
Os Prêmios Broadcast Music Incorporated (IMC) são cerimônias de premiação anuais para compositores em vários gêneros organizadas pela Broadcast Music, Inc., homenageando compositores e editores. " É uma Heartache " foi homenageado no IMC London Awards 2011 para a acumulação de três milhões totais de desempenho no rádio e na televisão dos EUA.
| Ano  | Candidato / trabalho | prêmio            | Resultado |
| ---- | -------------------- | ----------------- | --------- |
| 2011 | It's A Heartache     | Million-Air Award | Venceu    |

## Cashbox- Year End Awards
Cash Box  é uma das várias revistas que publicaram paradas musicais nos Estados Unidos. 
| Ano  | Candidato / trabalho | prêmio                                         | Resultado |
| ---- | -------------------- | ---------------------------------------------- | --------- |
| 1978 | Ela mesma            | New Female Vocalist Highest Debuts             | Venceu    |
| 1978 | Ela mesma            | New Female vocalistas (Álbum Pop)              | Venceu    |
| 1978 | Ela mesma            | New Female Vocalist Highest Debuts (Álbum Pop) | Venceu    |
| 1978 | Ela mesma            | New Female vocalist (Country)                  | Venceu    |
| 1978 | Ela mesma            | New Female Vocalist Highest Debuts (Country)   | Venceu    |
| 1983 | Ela mesma            | Álbum Pop Female A / C                         | Venceu    |

## Diamond Awards Festival[15]
Festival Internacional que acontecia em Antuérpia na Bélgica, que premiava artistas com destaque mundial na indústria fonográfica.
| Ano  | Obra/Trabalho     | Prêmio        | Resultado |
| ---- | ----------------- | ------------- | --------- |
| 1987 | Sales Achivements | Diamond Award | Venceu    |

## EchoAwards[16]
Os prêmios  Echo Awards são apresentados pela Academia Fonográfica Alemã . Eles são o equivalente alemão para os Grammy Awards .
| Ano  | obra proposta | prêmio                      | Resultado |
| ---- | ------------- | --------------------------- | --------- |
| 1993 | Ela mesma     | Melhor Cantora / Rock / Pop | Indicado  |
| 1994 | Ela mesma     | Melhor Cantora / Rock / Pop | Venceu    |

## Europe 1[17]
Europe 1 é uma das principais estações de radiodifusão na França . Em Cannes no ano de 1979 em conjunto com o Midem ((Marché international du disque et de l'édition musicale), foram premiados os cantores que  alcançaram o número 1 na parada francesa de venda de discos.
| Ano  | Candidato / trabalho | prêmio                     | Resultado |
| ---- | -------------------- | -------------------------- | --------- |
| 1979 | Bonnie Tyler         | Artists Of The Year Awards | Venceu    |

## Eurovision Song Contest Portugal Premiações 2013[18]
| Ano  | obra proposta | prêmio   | Resultado |
| ---- | ------------- | -------- | --------- |
| 2013 | Ela mesma     | Carreira | Venceu    |

## Eurovision ESC Radio Awards[19]
Os prêmios ESC Radio Awards foram lançados em 2006 por Eurovision Song Contest Radio (ESC Radio).  As concessões de rádio ESC são realizadas através de uma pesquisa on-line em seu site, e aceito votos dos residentes em países fora da União Europeia de Radiodifusão . Tyler se tornou o primeiro representante do Reino Unido para ganhar um prêmio em 2013.
| Ano  | Candidato / trabalho | prêmio             | Resultado |
| ---- | -------------------- | ------------------ | --------- |
| 2013 | Believe in Me        | Best Song          | Venceu    |
| 2013 | Bonnie Tyler         | Best Female Artist | Venceu    |

## Goldene Europa
O prêmio era concedido anualmente em Saarbrücken pela Saarländischer Rundfunk e sua Europawelle Saar desde 1968 até 2003.
| Ano  | obra proposta | prêmio                | Resultado |
| ---- | ------------- | --------------------- | --------- |
| 1978 | Ela mesma     | Descoberta do Ano     | Venceu    |
| 1983 | Ela mesma     | Cantora Internacional | Venceu    |
| 1993 | Ela mesma     | Comeback do Ano       | Venceu    |

## GrammyAwards[23]
Os Grammy Awards são apresentados pela Academia Nacional de Artes e Ciências dos Estados Unidos. Os Grammys são o prêmio mais prestigiado da música nos EUA.
| Ano  | Candidato / trabalho            | prêmio                             | Resultado |
| ---- | ------------------------------- | ---------------------------------- | --------- |
| 1984 | Total Eclipse of the Heart      | Best Pop Female Vocal Performance  | Indicado  |
| 1984 | Faster Than The Speed Of Night' | Best Rock Female Vocal Performance | Indicado  |
| 1985 | Here She Comes                  | Best Rock Female Vocal Performance | Indicado  |

## Guinness Book ofBritish Hit Singles & Albums[24]
The Guinness Book of British Hit Singles and Albums, é uma obra publicada pela Guinness World Records.
Somente 3 cantoras debutaram direto no número 1 Bonnie Tyler em 1983, Annie Lennox em 1990 e Natasha Bedingfield em 2004.
| Ano  | Obra/Trabalho                  | Prêmio                                                            | Resultado |
| ---- | ------------------------------ | ----------------------------------------------------------------- | --------- |
| 1983 | Faster Than The Speed Of Night | Primeira Artista Feminina a debutar na parada direto no número 1. | Venceu    |

## GuinnessBook of World Records[26]
Guinness Book of  World Records Gamer Edition 2009.
| Ano  | Candidato / trabalho       | prêmio                         | Resultado |
| ---- | -------------------------- | ------------------------------ | --------- |
| 2009 | Total Eclipse Of The Heart | Best-seller PS3 SingStar Track | Venceu    |

## The Ivors Academy[27]
O Ivors Academy, anteriormente  Academia Britânica de letristas, compositores e autores (Basca), é uma das maiores associações de profissionais para escritores de música na Europa. A cerimónia de 1979 teve lugar no Grosvenor House, em Londres.
| Ano  | Candidato / trabalho | prêmio                        | Resultado |
| ---- | -------------------- | ----------------------------- | --------- |
| 1979 | It's a Heartache     | International Hit of the Year | Indicado  |

## Lord Mayor de Swansea Honras Prêmios 2016
| Ano  | obra proposta | prêmio            | Resultado | Ref. |
| ---- | ------------- | ----------------- | --------- | ---- |
| 2016 | Ela mesma     | Serviços à música | Venceu    |      |

## Regenbogen Awards[28]
Prêmio de mídia da estação de rádio Regenbogen. Para obter o prêmio de acordo com a Radio Regenbogen, você deve se destacar particularmente nas áreas de música, entretenimento, mídia ou sociedade em nível nacional ou internacional.
| Ano  | obra proposta | prêmio                      | Resultado |
| ---- | ------------- | --------------------------- | --------- |
| 1999 | Ela mesma     | Lifetime Rock International | Venceu    |

## Record Word
Recorde Word Awards, Spotlight on Spain, Mid Year Award de 1978 e 1979 Singles Awards. Revista  Record World foi uma das três  principais publicações  voltadas para a indústria da música nos Estados Unidos, juntamente com Billboard e Cash Box .
| Ano  | Candidato / trabalho | prêmio                                                   | Resultado |
| ---- | -------------------- | -------------------------------------------------------- | --------- |
| 1978 | Bonnie Tyler         | Solista Feminino Extranjera del Año (Spotlight on Spain) | Venceu    |
| 1978 | Bonnie Tyler         | Most Promising Female Vocalist (Mid Year Award)          | Venceu    |
| 1979 | It's a Heartache     | Top Record Solo Artist                                   | 16º lugar |
| 1979 | Bonnie Tyler         | Top Female Vocalist                                      | 7º lugar  |
| 1979 | Bonnie Tyler         | Most Promising Female Vocalist                           | Venceu    |

## RPM (magazine)[32]
Radio Programmer's Music (RPM) foi uma publicação de música canadense, que teve suas atividades entre 1964 até o ano 2000. A cada final de ano publicava o "Year End Radio Programmer's Music Poll". 
| Ano  | Candidato / trabalho | prêmio                            | Resultado |
| ---- | -------------------- | --------------------------------- | --------- |
| 1983 | Bonnie Tyler         | N.1 International Female Vocalist | Venceu    |

## RSH-GOLD[33]
Prêmios Schleswig-Holstein , eram prêmios entregues pela Rádio RSH, aos artistas de maior destaque do  ano anterior.
| Ano  | obra proposta | prêmio                              | Resultado |
| ---- | ------------- | ----------------------------------- | --------- |
| 1992 | Bonnie Tyler  | Melhor Intérprete de Produção Alemã | Venceu    |
| 1992 | Bitterblue    | Canção Cativante do Ano             | Venceu    |

## Steiger Prêmios
| Ano  | obra proposta | prêmio          | Resultado |
| ---- | ------------- | --------------- | --------- |
| 2005 | Ela mesma     | Prêmio Lifetime | Venceu    |

## Variety Club of Great Britain[35]
Apresentação anual de prêmios em homenagem às melhores realizações do entretenimento britânico - teatro, cinema, televisão, rádio e música.
| Ano  | obra proposta              | prêmio                | Resultado |
| ---- | -------------------------- | --------------------- | --------- |
| 1984 | Total Eclipse of the Heart | Best Recording Artist | Venceu    |

## World Popular Song Contest[36]
O Festival Popular da Canção Mundial , também conhecido como Yamaha Music Festival, foi um concurso internacional da canção realizado de 1970 até 1989. Também ficou conhecido como Oriental Eurovision. 
| Ano  | Candidato / trabalho             | prêmio                   | Resultado |
| ---- | -------------------------------- | ------------------------ | --------- |
| 1979 | Sitting On The Edge Of The Ocean | Grand Prix Internacional | Venceu    |